# Sankt-Felix-Flut

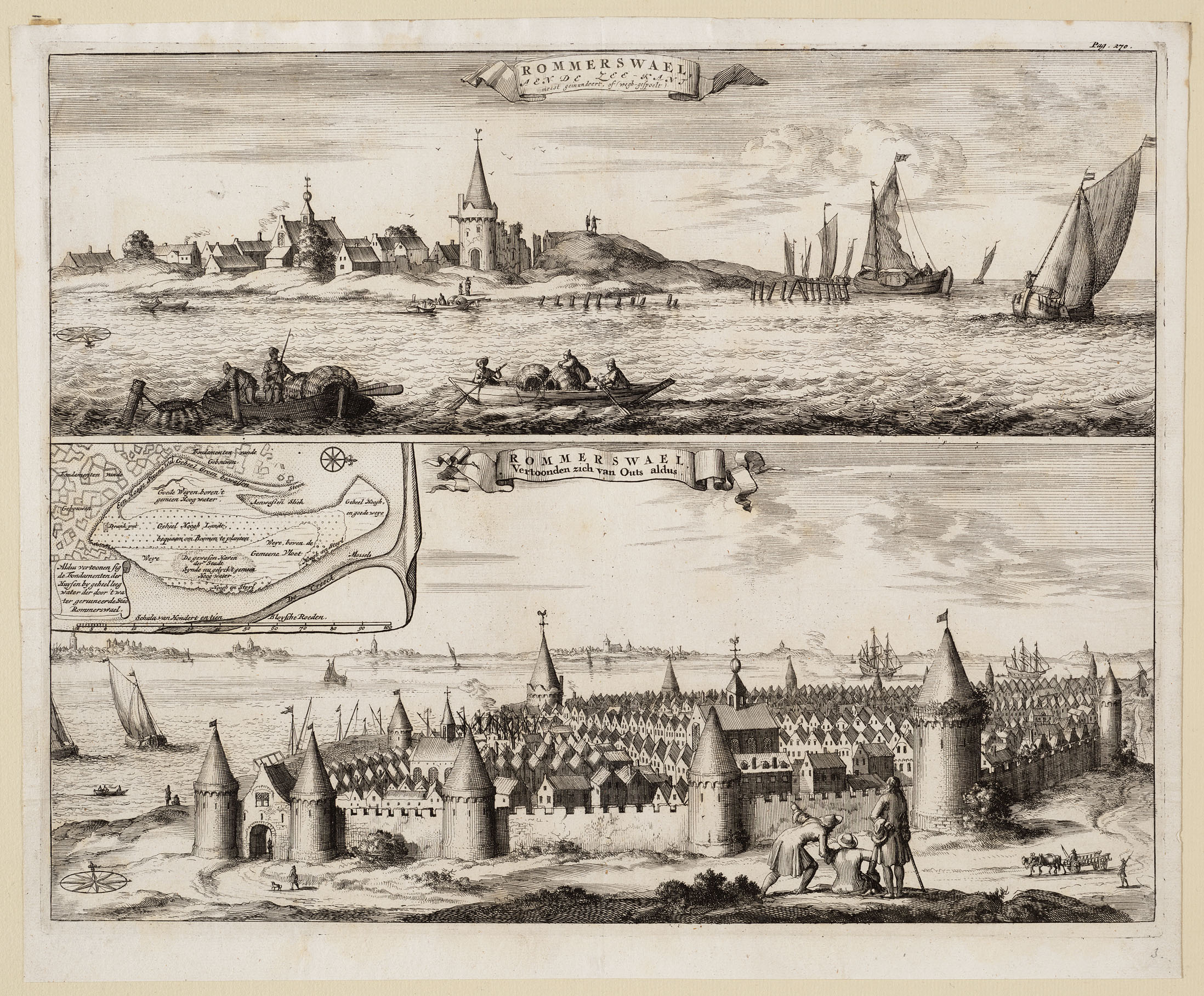
Historische Karte der Stadt Reimerswaal von Mattheus Smallegange

Die Sankt-Felix-Flut (niederländisch Sint-Felixvloed), auch Felixflut oder Allerheiligenflut 1530 genannt, ereignete sich am 5. November 1530 an der Belgischen und Niederländischen Nordseeküste im Westerschelde-Stromgebiet.
Sie überspülte die gesamte Insel Noord-Beveland. Das Gebiet östlich von Yerseke mit 18 Dörfern und der Stadt Reimerswaal wurde vollständig überflutet. Mehr als 100.000 Menschen kamen bei der Flut ums Leben. Zwei Jahre später zerstörte die Allerheiligenflut 1532 alle Gebäude. Nur die Kirchtürme von Kortgene und Wissenkerke ragten noch aus dem Wasser.